# Externalizace
Externalizace (česky zvnějšnění) ve smyslu sociologickém je procesem, při kterém se člověk stává závislým na prostředí, které si sám utvořil, a to jak sociálně (např. používáním jazyka), tak i biologicky (např. nutností nošení oblečení kvůli udržení tělesné teploty). 
V psychoanalytickém slova smyslu se jedná o vývojové procesy, jež mohou být využity jako obranné mechanismy ve službě Ego („centrální řídící instance psychiky“), při nichž dochází k externalizaci částí Self za jeho hranice – zahrnují exkorporaci, projekci a použití Self jako objektu.
Jako vývojové procesy se uplatňují zejména v časných vývojových etapách, kdy rozhodující pro organizaci zkušenosti a vztahů jedince je hranice mezi dobrými (gratifikujícími, slastnými, přinášejícími uspokojení) a špatnými (frustrujícími, s úzkostí až hrůzou spojenými) prožitky. Hranice mezi JÁ a TY, Self a non Self, Self a objektem je nepevná, propustná a externalizaci a internalizaci je tedy situace velmi příznivá. Externalizačně internalizační procesy a překonávání splittingu vedou ke správnému ustavení hranic JÁ a TY a tudíž testování reality, zejména k adekvátnímu prožitku Já (Self).
Příbuzné pojmy: štěpení (splitting), odštěpení, projektivní identifikace, Lacanův pojem pro odštěpení části Self forclusion.